# Bremerhaveni világítótorony
A Bremerhaveni világítótorony (németül Leuchtturm Bremerhaven, más nevein Große Leuchtturm, Simon-Loschen-Turm, Loschenturm, Bremerhaven Oberfeuer) a bremerhaveni Új Kikötő partján álló világítótorony, kikötőtechnikai emlékmű. Ez a létesítmény volt Németország első szárazföldi világítótornya.

## Története
Simon Loschen tervei szerint 1853 és 1855 között épült az északnémet homokkő-gótika jellegzetes stílusában. A torony az Új Kikötőt és a Wesert összekötő, pár évvel korábban elkészült zsilip északi peremén épült. A torony 39,9 méter magas, a fénycsóva 37 méter magasan világít. 1856-ban állt üzembe. Az épület annak ellenére szolgált a torony kezelőszemélyzetének lakóhelyeként is, hogy a torony Bremerhaven város központjában található. A torony alatt álló épületben a zsilip kezelőszemélyzete dolgozott. 1893-ban egy tőle 200 méterre álló kisebb, modern kinézetű világítótoronnyal egészítették ki. A toronyban világító fényt eredetileg gáz táplálta, 1925-ben került sor a torony villamosítására. A második világháború idején az angolszász légierők több támadást is intéztek a brémai kikötők ellen. Az egyik bomba a toronyhoz közel csapódott be és romba döntötte a zsilip személyzetének helységeit. A torony működését 1951-ben automatizálták. 1986-ban az egész létesítményt felújították és műemlékvédelem alá helyezték. A torony napjainkra Bremerhaven város egyik jelképévé vált, bélyegeken és képeslapokon szerepel. Mai funkciója, hogy a Bréma felől az Északi-tengerre tartó hajók tájékozódását segítse a Weser utolsó nagy kanyarulatában.

## Fordítás
- Ez a szócikk részben vagy egészben  a   Leuchtturm Bremerhaven című német Wikipédia-szócikk ezen változatának fordításán alapul.  Az eredeti cikk szerkesztőit annak laptörténete sorolja fel. Ez a jelzés csupán a megfogalmazás eredetét és a szerzői jogokat jelzi, nem szolgál a cikkben szereplő információk forrásmegjelöléseként.